# Sündige Liebe
Sündige Liebe è un film muto del 1911 diretto da Emil Albes.

## Produzione
Il film fu prodotto dalla Deutsche Bioscop GmbH (Berlin).

## Distribuzione
Uscì nelle sale cinematografiche tedesche il 23 settembre 1911 con il visto di censura datato 7 agosto 1911. In Finlandia, il film fu distribuito il 30 ottobre 1911 con il titolo Syntinen rakkaus.